# Hazleton (Iowa)
Hazleton is een plaats (city) in de Amerikaanse staat Iowa, en valt bestuurlijk gezien onder Buchanan County.

## Demografie
Bij de volkstelling in 2000 werd het aantal inwoners vastgesteld op 950. In 2006 is het aantal inwoners door het United States Census Bureau geschat op 932, een daling van 18 (-1,9%).

## Geografie
Volgens het United States Census Bureau beslaat de plaats een oppervlakte van 2,0 km², waarvan 1,9 km² land en 0,1 km² water. Hazleton ligt op ongeveer 282 m boven zeeniveau.

## Plaatsen in de nabije omgeving
De onderstaande figuur toont nabijgelegen plaatsen in een straal van 20 km rond Hazleton.